# Gmina Łoniów
Łoniów [ˈwɔɲuf] ist ein Dorf sowie Sitz der gleichnamigen Landgemeinde im Powiat Sandomierski der Woiwodschaft Heiligkreuz in Polen.

## Gemeinde
Zur Landgemeinde (gmina wiejska) Łoniów gehören folgende 30 Ortsteile mit einem Schulzenamt:
Bazów
Bogoria
Chodków Nowy
Chodków Stary
Gągolin
Gieraszowice
Jasienica
Jeziory
Kępa Nagnajewska
Krowia Góra
Królewice
Łążek
Łoniów
Łoniów-Kolonia
Otoka
Piaseczno
Przewłoka
Ruszcza-Kolonia
Ruszcza-Płaszczyzna
Skrzypaczowice
Skwirzowa
Sulisławice
Suliszów
Świniary Nowe
Świniary Stare
Trzebiesławice
Wnorów
Wojcieszyce
Wólka Gieraszowska
Zawidza
Weitere Orte der Gemeinde sind:
Antoniówka
Bogoryjka
Borki-Kolonia
Borowiec
Doły
Grabina
Kamień
Krysin
Malewszów
Morgi
Nietuja
Nowe Wojcieszyce
Nowy Łążek
Pełpin
Piaski-Świniary Stare
Piaski-Wojcieszyce
Piotrówka
Pod Górą
Pod Lasem
Podlesie
Przewoźnik
Przezwody
Rozdole
Skrobno
Skwirzowa-Młyn
Soczówka
Stadła-Jasienica
Stadła-Świniary Stare
Stare Wojcieszyce
Stary Łążek
Tarnówka
Trzebiesławice Stare
Wikle
Wygnanów
Wymysłów
Za Groblą
Zagórsko
Zagumnie
Zarzecze
Żurawica